# Leichtathletik-Europameisterschaften 1969/Marathon der Männer

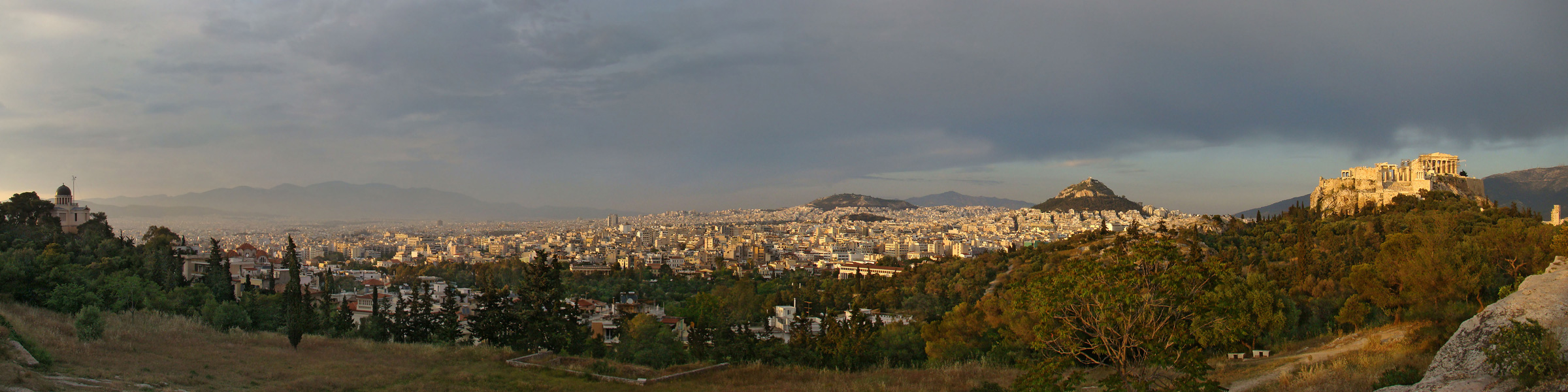
Blick vom Philopapposhügel auf Athen

Der Marathonlauf der Männer bei den Leichtathletik-Europameisterschaften 1969 fand am 21. September 1969 in Athen, Griechenland, statt.
Der Brite Ron Hill gewann das Rennen in 2:16:47,8 h. Vizeeuropameister wurde der Belgier Gaston Roelants vor Jim Alder, einem weiteren Briten.

## Bestehende Rekorde / Bestleistungen
Anmerkung:
Rekorde wurden damals im Marathonlauf und Straßengehen wegen der unterschiedlichen Streckenbeschaffenheiten mit Ausnahme von Meisterschaftsrekorden nicht geführt.
| Weltbestzeit         | Derek Clayton            | 2:08:33,6 h | Antwerpen, Belgien     | 30. Mai 1969     |
| Europabestzeit       | Bill Adcocks             | 2:10:47,8 h | Fukuoka, Japan         | 8. Dezember 1968 |
| Meisterschaftsrekord | Sowjetunion Sergei Popow | 2:15:17,0 h | EM Stockholm, Schweden | 24. August 1958  |

Der bestehende EM-Rekord von 1958 wurde bei diesen Europameisterschaften nicht erreicht. Die Siegerzeit von 2:16:47,8 h lag um 1:30,8 min über dem Meisterschaftsrekord. Zur Europabestzeit fehlten genau sechs Minuten, zur Weltbestzeit 8:14,2 min.

## Ergebnis

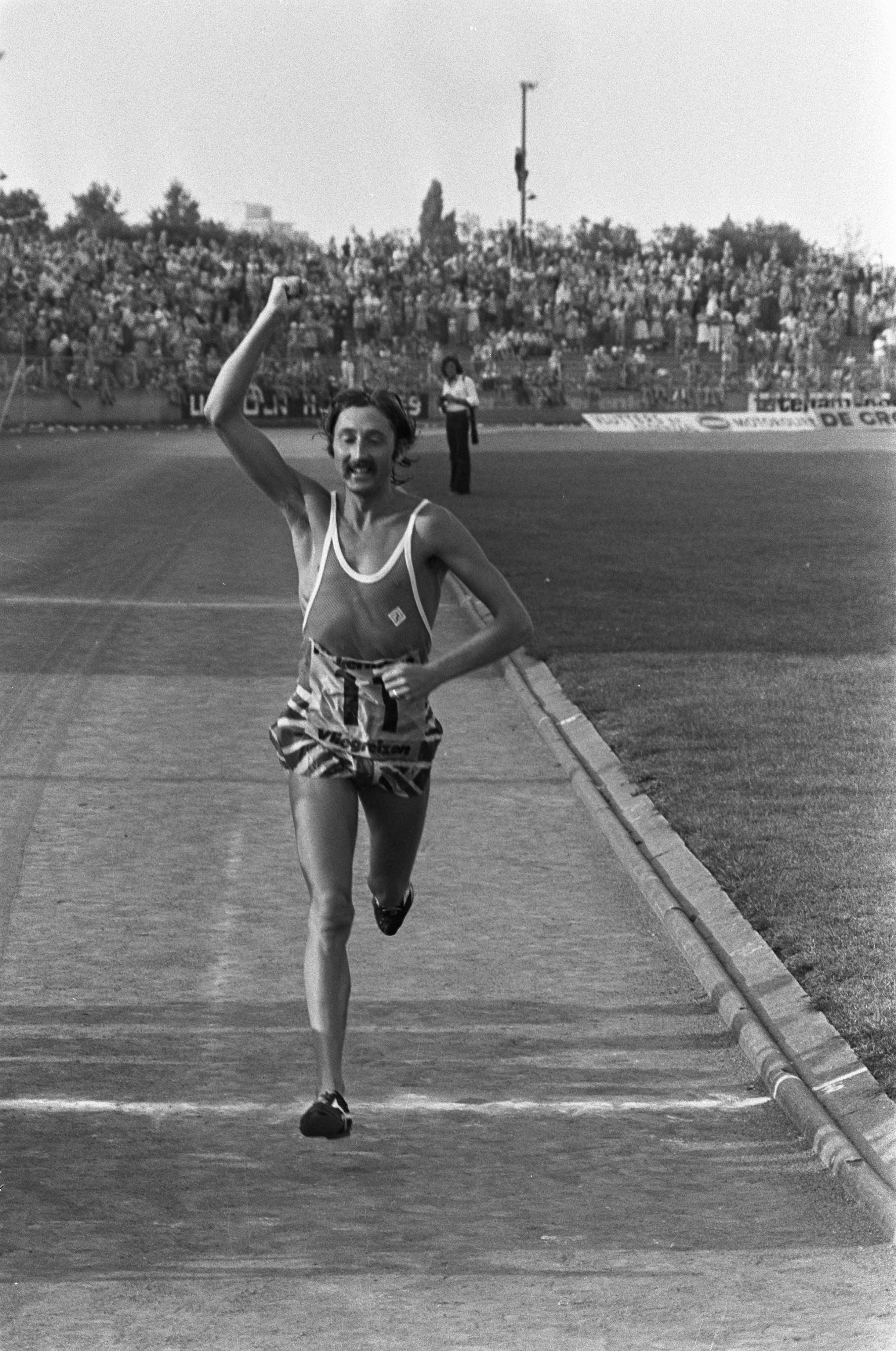
Europameister Ron Hill
(1975 in Enschede)

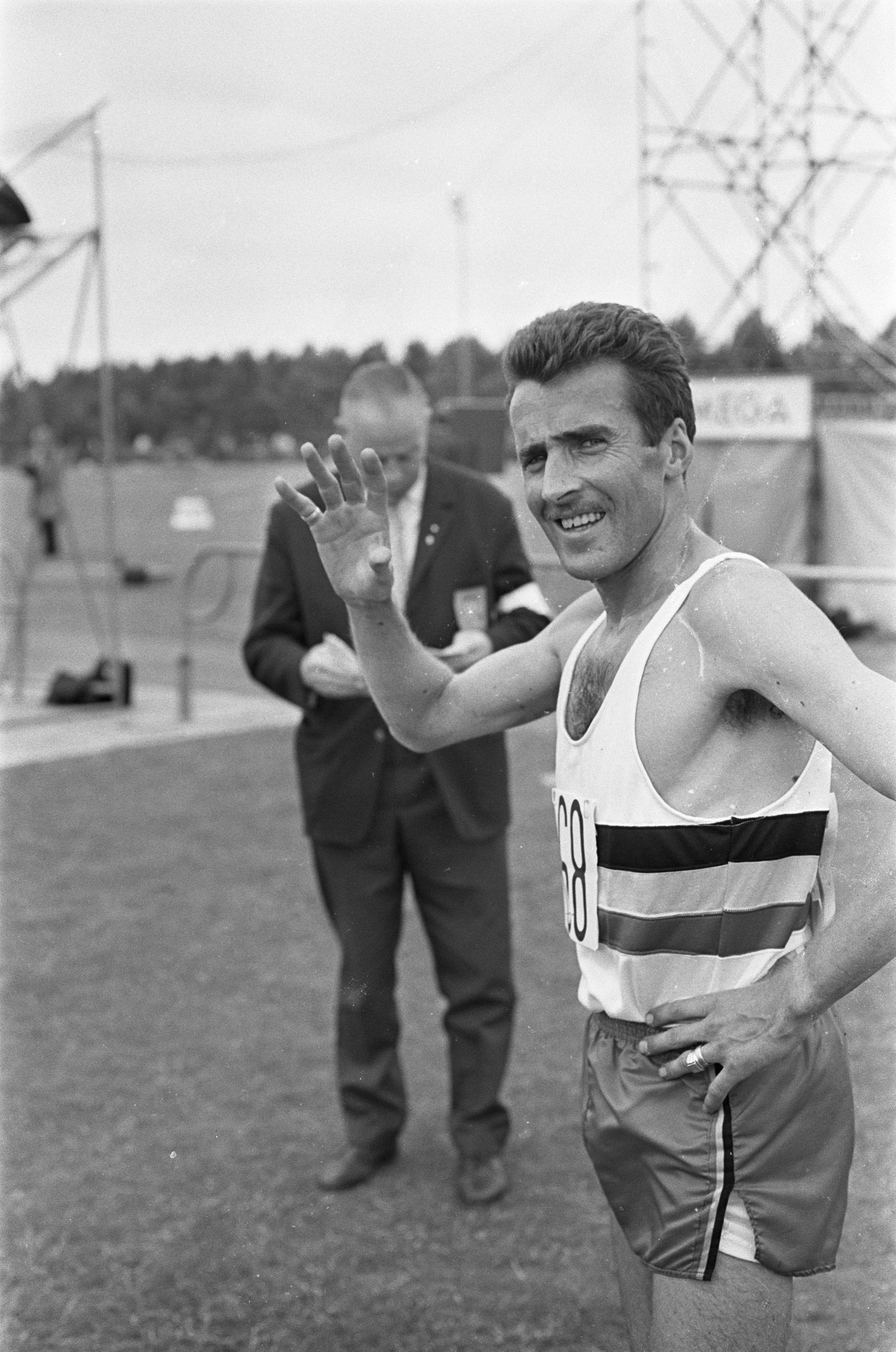
Silbermedaillengewinner Gaston Roelants (im Jahr 1967)

| Platz | Name                | Nation           | Zeit (h)  |
| ----- | ------------------- | ---------------- | --------- |
|       | Ron Hill            | Großbritannien   | 2:16:47,8 |
|       | Gaston Roelants     | Belgien          | 2:17:22,2 |
|       | Jim Alder           | Großbritannien   | 2:19:05,8 |
| 04    | Jürgen Busch        | DDR              | 2:19:34,4 |
| 05    | İsmail Akçay        | Türkei           | 2:22:16,8 |
| 06    | Denes Simon         | Ungarn           | 2:22:58,8 |
| 07    | Michał Wójcik       | Polen            | 2:23:36,6 |
| 08    | Juri Wolkow         | Sowjetunion      | 2:24:09,6 |
| 09    | Maurice Peiren      | Belgien          | 2:24:10,6 |
| 10    | Anatoli Skripnik    | Sowjetunion      | 2:25:14,8 |
| 11    | Hüseyin Aktaş       | Türkei           | 2:27:51,0 |
| 12    | Zdzisław Bogusz     | Polen            | 2:28:37,0 |
| 13    | Michael Molloy      | Irland           | 2:28:38,0 |
| 14    | Carlos Pérez        | Spanien          | 2:29:28,6 |
| 15    | Juri Welikorodnych  | Sowjetunion      | 2:31:46,8 |
| 16    | Gyula Tóth          | Ungarn           | 2:32:24,6 |
| 17    | Nedo Farčić         | Jugoslawien      | 2:35:57,0 |
| 18    | Aad Steylen         | Niederlande      | 2:37:35,0 |
| 19    | Hamza Canavar       | Türkei           | 2:39:45,0 |
| 20    | André Lacour        | Frankreich       | 2:40:20,8 |
| 21    | Stanislav Petr      | Tschechoslowakei | 2:40:44,0 |
| 22    | Gilbert Gauthier    | Frankreich       | 2:45:31,0 |
| 23    | Jean-Marie Wagnon   | Frankreich       | 2:47:19,0 |
| 24    | Nikolaos Avlakiotis | Griechenland     | 2:47:53,8 |
| 25    | Armando Aldegalega  | Portugal         | NT        |
| 26    | Georgios Fakiolas   | Griechenland     | NT        |
| 27    | Jimmy Parody        | Gibraltar        | NT        |
| DNF   | Bjarne Sletten      | Norwegen         |           |
| DNF   | Bill Adcocks        | Großbritannien   |           |
| DNF   | Dimitrios Vouros    | Griechenland     |           |
| DNF   | Pentti Rummakko     | Finnland         |           |
| DNF   | Václav Mládek       | Tschechoslowakei |           |

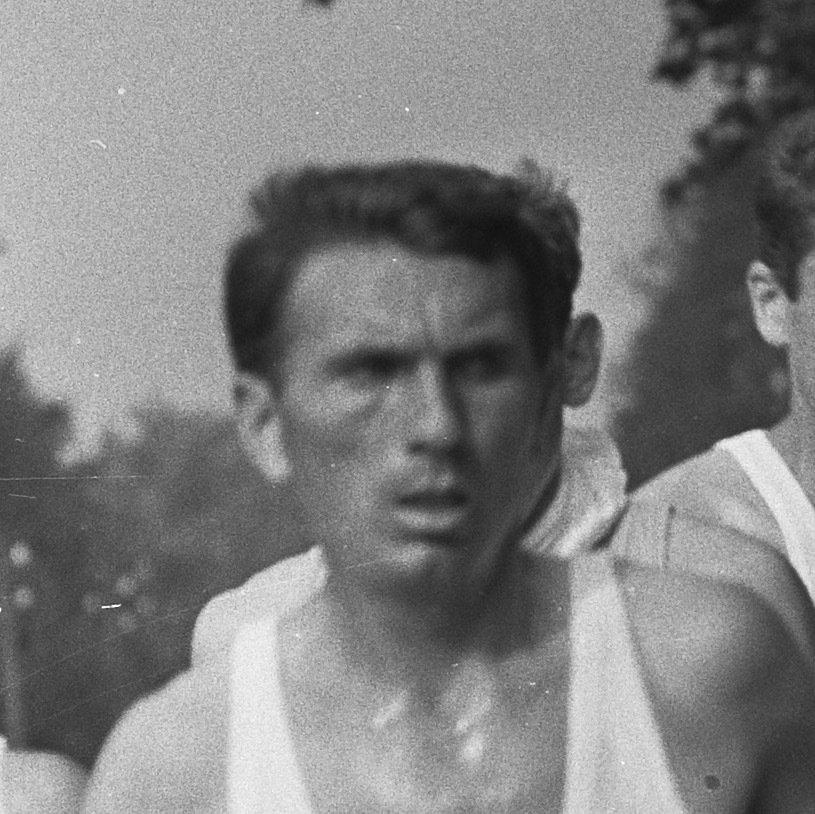
Ismail Akçay (hier 1967 in Enschede) – Platz fünf
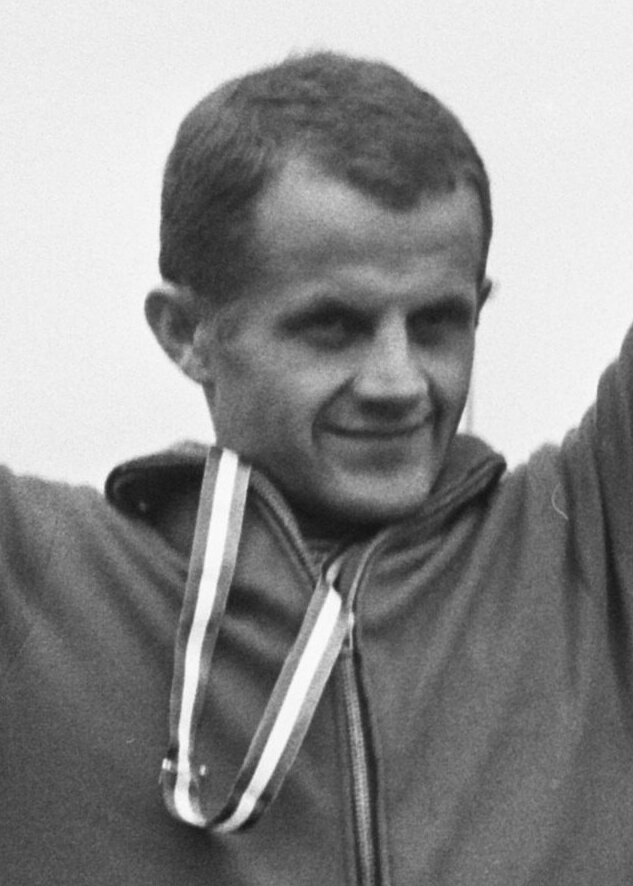
Zdzisław Bogusz (Siegerehrung Enschede 1969) – Platz zwölf
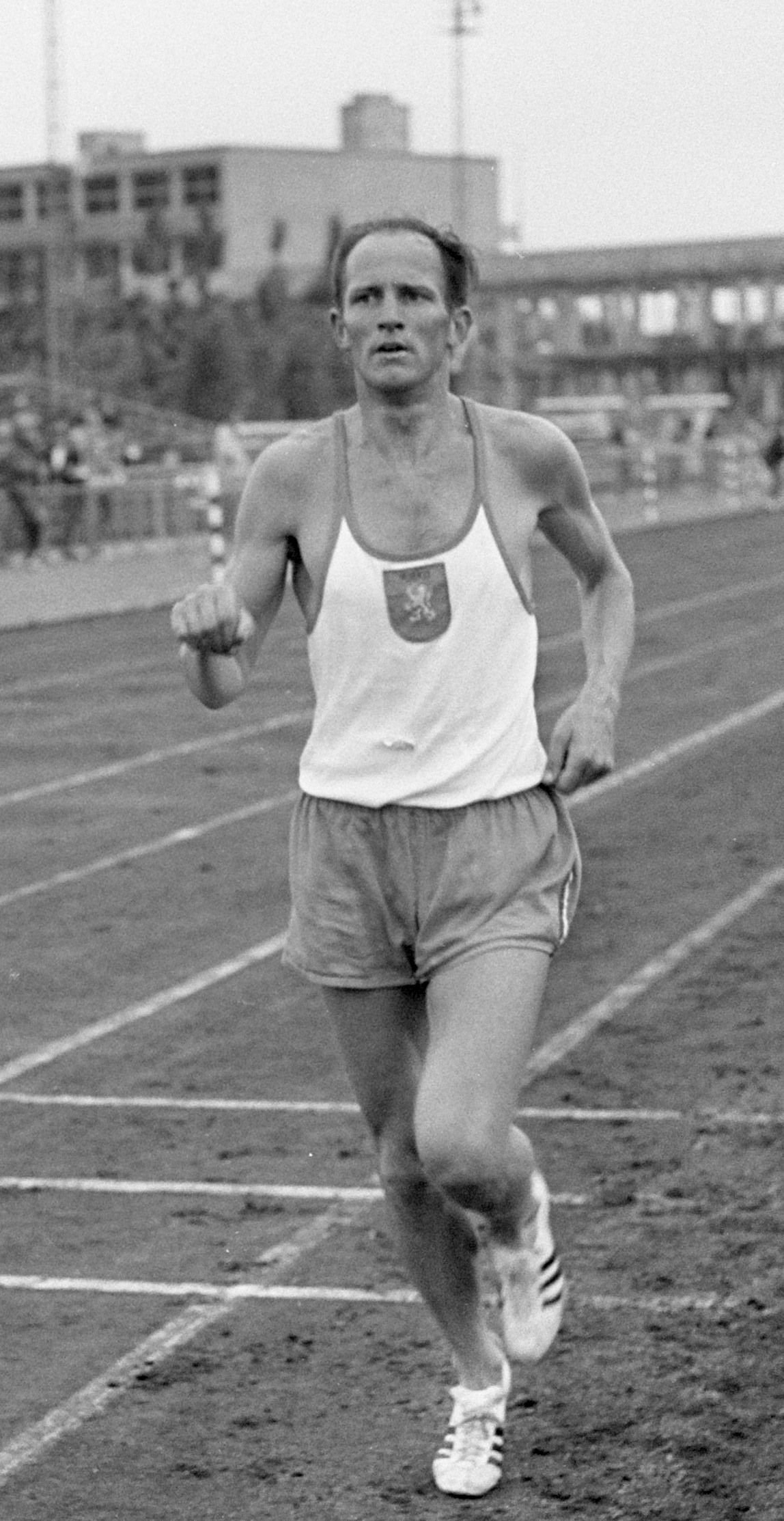
Aad Steylen – Platz achtzehn